# Rio Colţii lui Andrei Mari
O Rio Colţii lui Andrei Mari é um rio da Romênia, afluente do Colţii lui Andrei, localizado no distrito de Argeş.